# Sulejman Filipović
Sulejman Filipović (28. února 1896, Glamoč, Rakousko-Uhersko – 22. prosince 1971, Sarajevo, SFRJ) byl jugoslávský partyzán, dříve voják Jugoslávské armády a armády Nezávislého státu Chorvatsko. Po skončení konfliktu zastával různé politické funkce v rámci Jugoslávie a Socialistické Bosny a Hercegoviny.
Vystudoval střední školu v Sarajevu. Protože se ztotožňoval se spolkem národně-revoluční mládeže, byl v roce 1914 jako student zatčen. V letech 1920–1941 byl aktivním důstojníkem jugoslávské královské armády a později i armády fašistického Chorvatska. Roku 1943 přeběhl na stranu komunistických partyzánů během prvního osvobození Tuzly. Na druhém zasedání Antifašistické rady národního osvobození Jugoslávie byl zvolen do Národního výboru osvobození Jugoslávie. Po skončení druhé světové války byl ministr, místopředseda vlády a předsednictva lidové skupštiny Socialistické Bosny a Hercegoviny. Byl členem Socialistického svazu pracujícího lidu Jugoslávie.